# Gianluca Grignani
Pour les articles homonymes, voir Grignani.
Gianluca Grignani, né le 7 avril 1972 à Milan, est un chanteur italien de rock et pop.

## Biographie
Gianluca Grignani, né le 7 avril 1972 à Milan et grandit dans la banlieue nord de la métropole lombarde et vit en Brianza à l'âge de 17 ans. Dès sa jeunesse, il commence à composer des chansons (sous l'influence de groupes musicaux comme les Beatles, The Police mais aussi Lucio Battisti et Vasco Rossi) et à jouer dans des petits clubs de sa région.
En 1994 il se présente pour la première fois au grand public participant à Sanremo Giovani avec son premier succès “La mia storia tra le dita”. Quelques mois plus tard, il participe à l'édition de 1995 du Festival de Sanremo avec Destinazione Paradiso, autre succès de son premier album homonyme qui se vendra dans le monde en 2.000.000 d'exemplaires. En 2006, Laura Pausini propose dans son album Io canto une nouvelle version de la chanson Destinazione Paradiso.
En 1996, Gianluca sors son deuxième album La fabbrica di plastica où il montre son côté rock qu'il avait caché dans son premier album.
En 1998, le single Baby Revolution précède la sortie de l'album Campi di popcorn, issu d'un long voyage en Amérique. Cet album contient aussi une chanson Scusami se ti amo, qui sera traduite en français (Pardonne moi si je t'aime) et chantée par la chanteuse québécoise Ima en 2005.
En 1999, Grignani participe pour la deuxième fois au Festival de Sanremo avec giorno perfetto, seule chanson inédite du premier Greatest Hits (intitulé encore Il giorno perfetto) de sa carrière, qui contient aussi des chansons en espagnol qui l'ont rendu célèbre dans l'Amérique latine. 1999 c'est aussi l'année où Grignani joue dans un film (Branchie), tiré du roman homonyme de Niccolò Ammaniti.
Ce n'est qu'en 2002 que le public le consacrera à nouveau roi des classements de ventes d'albums en Italie : le single Uguali e Diversi (égaux et différents) (autumn 2001) est le premier succès d'un album qui tarde à sortir. Il participe en effet une nouvelle fois au Festival de Sanremo (hiver 2002) dont le règlement prévoit que les chansons présentées soient inédites. Il chantera Lacrime dalla luna (Larmes depuis la lune) et en dépit d'un classement non satisfaisant au Festival de la chanson italienne son album Uguali e Diversi, qui sort quelques jours plus tard, vend 100 000 copies en une seule semaines, devenant l'album le plus vendu parmi tous les albums issu du Festival. Le succès de cet album n'a pas encore atteint le sommet: le single L'aiuola (le parterre) et son remix deviennent vite les tubes de l'été 2002.
En 2003, il sort un nouveau Greatest Hits, intitulé Succo di Vita (jus de vie) qui contient un inédit homonyme et un deuxième intitulé Mi stracci il cuore (tu me déchire le cœur). Selon le chanteur même c'est sa première véritable compilation, la première désirée par lui-même.
En 2005, il sort Il re del niente (le roi du rien) et, première fois en Italie, on peut acheter l'album avec le billet d'un de ces concert. En 2006 il présente Liberi di sognare (libres de rêver) au Festival de San Remo, single qui fera partie d'une deuxième édition de l'album Il re del niente (Sanremo edition).
Quelques mois plus tard il est impliqué dans des affaires de cocaïne, qu'il utilisait et offrait à ses copains et cette expérience sera une source d'inspiration pour l'album suivant Cammina nel sole, dont le premier single homonyme arrive huitième au Festival de Sanremo de 2008. Le single Ciao e arrivederci est à nouveau une des tubes de l'été 2008.

## Discographie

### Albums
- 1995 - Destinazione Paradiso
- 1995 - Destino Paraíso
- 1996 - La Fabbrica di Plastica
- 1998 - Campi di Popcorn
- 1999 - Il Giorno Perfetto
- 2000 - Sdraiato Su Una Nuvola
- 2000 - Sentado En Una Nube
- 2002 - Uguali e Diversi
- 2003 - Succo di Vita
- 2005 - Il Re del Niente
- 2008 - Cammina Nel Sole
- 2010 - Romantico Rock Show
- 2011 - Natura Umana
- 2014 - A volte esagero
- 2016 - Una strada in mezzo al cielo

### Singles
- 1994 - La mia storia tra le dita
- 1994 - Mi historia entre tus dedos
- 1995 - Destinazione Paradiso
- 1995 - Destino Paraiso
- 1995 - Falco a metà
- 1995 - Primo Treno Per Marte
- 1996 - La Fabbrica Di Plastica
- 1996 - L'Allucinazione
- 1996 - Solo cielo
- 1998 - Baby Revolution
- 1998 - Mi Piacerebbe Sapere
- 1998 - Scusami se ti amo
- 1998 - Campi Di Pop Corn
- 1998 - La Canzone
- 1999 - Il Giorno Perfetto
- 2000 - Speciale
- 2000 - Le Mie Parole
- 2001 - Quella Per Me
- 2001 - Uguali E Diversi
- 2002 - Lacrime Dalla Luna
- 2002 - L'Aiuola
- 2002 - L'Aiuola (Remix)
- 2002 - L'Estate
- 2002 - Lady Miami
- 2003 - Mi Stracci Il Cuore
- 2003 - Succo Di Vita
- 2005 - Bambina Dallo Spazio
- 2005 - Arrivi Tu
- 2005 - Il Re Del Niente
- 2006 - Liberi Di Sognare
- 2008 - Cammina nel sole
- 2008 - Ciao e Arrivederci
- 2008 - Vuoi vedere che ti amo (en duo avec L'Aura)
- 2010 - Sei sempre stata mia
- 2010 - Il più fragile
- 2010 - Sei unica
- 2011 - Romantico Rock Show
- 2011 - Allo stesso tempo
- 2011 - Un ciao dentro un addio
- 2011 - Natura umana
- 2012 - Sguardi
- 2012 - Le scimmie parlanti
- 2014 - Non voglio essere un fenomeno
- 2014 - A volte esagero
- 2014 - L'amore che non sai
- 2015 - Sogni infranti
- 2015 - Fuori dai guai (avec Emis Killa)
- 2016 - Una donna così
- 2016 - Una strada in mezzo al cielo
- 2016 - Madre

## Duos
- Avec Custodie Cautelari : Il tempo di morire
- Avec Carmen Consoli : L´allucinazione
- Avec Ima : Angeli di città
- Avec Irene Grandi : La fabbrica di plastica et Sconvolto così
- Avec I Nomadi : Cammina nel sole et Io vagabondo
- Avec Antonella Ruggiero : Destinazione paradiso
- Avec Claudio Baglioni et Noemi: Quanto ti voglio

## Filmographie
- Branchie, (1999)